# 第2回ロサンゼルス映画批評家協会賞
第2回ロサンゼルス映画批評家協会賞は、ロサンゼルス映画批評家協会によって1976年の映画に贈られた映画賞である。1976年12月21日に発表された。

## 受賞
- 主演男優賞:
  - ロバート・デ・ニーロ – 『タクシードライバー』
- 主演女優賞:
  - リヴ・ウルマン – 『鏡の中の女』
- 撮影賞:
  - 『ウディ・ガスリー/わが心のふるさと』 - ハスケル・ウェクスラー
- 監督賞:
  - シドニー・ルメット - 『ネットワーク』
- 作品賞:
  - 『ネットワーク』
  - 『ロッキー』
- 外国映画賞:
  - 『鏡の中の女』 ( スウェーデン)
- 音楽賞:
  - 『タクシードライバー』 - バーナード・ハーマン
- 脚本賞:
  - 『ネットワーク』 - パディ・チャイエフスキー
- 生涯功労賞:
  - アラン・ドワン
- ニュー・ジェネレーション賞
  - マーティン・スコセッシ
  - ジョディ・フォスター